# 잠피에로 핀치
잠피에로 핀치(이탈리아어: Giampiero Pinzi, 1981년 3월 11일, 이탈리아 로마 ~ )는 이탈리아의 전 축구 선수이다.